# 프란스 바우어
프란스 바우어는 1973년 12월 30일에 로센달에서 프란스 스미스라는 이름으로 태어난 네덜란드 가수이다.

## 전기
어린 시절부터 프란스 바우어는 가수가 되기로 결심했다. 그가 존경하던 사람은 훌리오 이글레시아스, 엘비스 프레슬리 및 쿠스 알버츠다. 후자에 의해 그는 때때로 Ik verscheurde je foto와 함께 노래하기 위해 무대에 올려졌다.
바우어의 음악 경력은 1987년 음악 프로듀서인 Riny Schreijenberg와 Emile Hartkamp의 감독 하에 첫 싱글 Ben je jong ( Are you young )을 녹음하였다.
바우어는 그가 살고 있는 마을 Fijnaart 근처에서 지역 유명인사로 성장했다. 그는 텔레비전 프로그램 All you need is love를 통해 첫 전국적인 유명인사를 얻었다. 이 프로그램에서 그의 여자친구인 Mariska의 허락을 받아 두 명의 여성 팬을 선택해야 했다.
TV 쇼는 바우어를 유명하게 만들었지만, 대부분의 국가 라디오 방송국의 거부로 인해 Als sterren aan de hemel staan라는 곡은 1994년에 첫 번째 히트곡을 달성하였다.
바우어는 독일 앨범 Weil Ich Dich Liebe로 독일에서도 인기를 끌었다.
같은 해 네덜란드 가수 Marianne Weber와 듀엣한 De Regenboog는 네덜란드 차트에서 1위를 차지했다. 그러나 바우어에게 1997년은 비극적이였다. 그의 밴드 멤버 두 명이 교통사고로 사망했기 때문이다.
그의 팬 덕분에 프란스 바우어는 점점 더 유명해졌다. 1998년 3월에 그는 Ahoy에서 그의 첫 번째 콘서트 시리즈를 가졌다. 레코드 회사와 계약을 위해 수백만 달러를 제시했다.
2003년에 프란스 바우어와 Mariska의 가족 생활에 관한 리얼리티 드라마 De Bauers는 많이 시청된 TV 프로그램이었다.
바우어는 또한 생명을 위협하는 질병을 앓고 있는 어린이를 위한 Villa Pardoes의 대사이기도 하다.
2004년에 바우어는 자선 활동과 노래 덕분에 Knight of the Order of Orange-Nassau에 임명되었다.
같은 해에 그는 대중이 수여하는 네덜란드 텔레비전 상인 Gouden Televizier-ring을 수상했다.
2014년에 바우어는 'Heb je even voor mij?'라는 책의 주인공이었다. Wim Hendrikse가 작성했다.
2019년부터 바우어는 네덜란드 TV 쇼 The Voice Senior 의 코치 중 한 명이었다.